# Aislamiento internacional

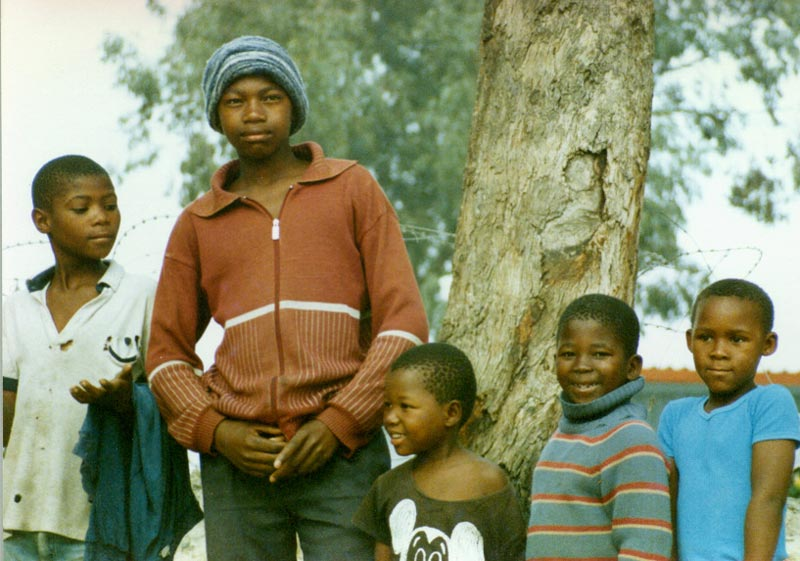
Pobreza entre grupos desposeídos es normalmente uno de los efectos del aislamiento internacional. Niños en un municipio sudafricano en 1989, durante los años de aislamiento internacional del país.

El aislamiento internacional es un castigo aplicado por la comunidad internacional o grupo considerable o potente de países, como las Naciones Unidas, hacia una nación, gobierno o grupo de personas. El mismo término también puede referirse al estado en el que se encuentra un país en después de ser rechazado por la comunidad internacional de naciones o un grupo más grande de países. Los determinantes del grupo más grande de países dependen de estabilidad económica, política y cultural, ya que el orden global constantemente está cambiando con el surgimiento de países en desarrollo dicha agrupación puede cambiar.

## Definiciones
El aislamiento internacional a menudo es el resultado de sanciones internacionales contra un país concreto (o grupo de países), pero también puede ser un resultado de una política de aislacionismo del país en cuestión. Por ejemplo, Libia bajo Muammar Gaddafi, acabó en un estado de aislamiento internacional después de décadas de confrontación con Occidente y sus políticas críticas contra gobiernos árabes vecinos.
Países que se separaron de otro Estado también pueden encontrarse bajo aislamiento internacional, como Abjasia, que solo es reconocido por un grupo reducido de países después de separarse de Georgia con la ayuda de militares rusos. Chipre del Norte, la zona del norte de la isla de Chipre, se encuentra en una situación similar. Normalmente tales países y sus intereses están protegidos por un vecino más grande.
Ciertos conceptos o términos reconocidos ampliamente, como «Estado paria», ha sido acuñado para referirse a países que los ha aislado internacionalmente o que han sido aislados por grupos considerables de naciones. Las características de dicho estado son «...aislamiento diplomático precario, la ausencia de seguridad garantizada o creíble o lazos políticos dentro de estructuras de poder grande, y... [ser] los objetivos de oprobio y censura incesante en foros internacionales como las Naciones Unidas.» Tal Estado fue la República Popular de Kampuchea después de 1979, cuando tanto la República Popular China como Estados Unidos presionaron por su aislamiento en el campo internacional, después de no haber aprobado la invasión vietnamita para expulsar a los jemeres rojos. Otro ejemplo es cuando los países fallan en cumplir o se retiran de acuerdos internacionales, tal como la salida en 2011 de Canadá del Protocolo de Kioto para limitar los gases invernaderos.
El concepto de «salir del mapa» fue usado por el escritor político V. S. Naipaul en referencia al aislamiento internacional creciente de la República Islámica de Irán después de recibir atención durante el tiempo de Shah Rezā Pahlavi y durante los primeros años de la Revolución.

## Historia
El aislamiento internacional contribuyó a la caída del gobierno republicano español después del Acuerdo de No Intervención en la Guerra civil española firmada en agosto de 1936 y apoyado por 24 naciones. Al carecer de asistencia de parte de poderes democráticos tales como Francia, Reino Unido, y los Estados Unidos, la República española fue sujeta a un severo aislamiento internacional entre 1936, poco después del golpe de Estado rebelde, y la derrota de las fuerzas republicanas en 1939. El acceso marítimo para material de la Unión Soviética, el único país junto con México en desafiar el Pacto de No Intervención, la ayuda fue cortada eficazmente por los ataques de submarinos italianos y la frontera francesa se mantuvo cerrada. A pesar de que se impuso en nombre de la neutralidad, el aislamiento internacional de la República española resultó favoreciendo los intereses de las futuras Potencias del Eje.
Uno de los ejemplos más conocidos en la historia fue el aislamiento internacional de Sudáfrica durante los años de apartheid.
Mientras que la pobreza normalmente es una de los resultados del aislamiento internacional, la élite en la República de Sudáfrica fue capaz de mantener su estatus y riqueza, mientras que las clases más desfavorecidas económicamente cargaron el peso de la situación. Birmania, un Estado aislado debido a su duro gobierno militar, tiene uno de los sistemas de salud más pobres del mundo a pesar de la abundancia de recursos naturales en el país.
Durante la guerra civil libia de 2011, un número de potencias presionaron por el aislamiento internacional de la Yamahiriya Libia bajo el coronel Muammar Gaddafi. La presión internacional, junto con la asistencia de grupos rebeldes, finalmente contribuyeron a la caída y muerte de Gaddafi. Durante la revuelta siria entre 2011 y 2012, varios países extranjeros también impusieron severas sanciones contra el régimen de presidente Bashar al-Assad.
Después de la instauración de la Asamblea Nacional Constituyente de Venezuela de 2017, se produjo un rechazo por parte de la comunidad internacional que derivó en una serie de sanciones para funcionarios del gobierno venezolano.